# أنطون أرنولد
أنطون أرنولد (بالألمانية: Anton Arnold)‏ هو مغني أوبرا ومغني نمساوي، ولد في 31 يناير 1881 في بيلا تسركفا في صربيا، وتوفي في 13 يوليو 1954 في فيينا في النمسا.